# Zdravko Radulović
Zdravko Radulović (Nacido el 12 de diciembre de 1966, en Nikšić, RFS Yugoslavia) fue un jugador de baloncesto croata. Con 1.91 de estatura, ocupaba la posición de escolta. Después de retirarse se dedicaría a entrenar a diversos equipos de Zagreb.

## Clubes
- 1984-1990 Bosna Sarajevo
- 1990-1993 Cibona Zagreb
- 1993 Aris Salónica
- 1993-1994 Napoli Basket
- 1994-1995  Zrinjevac Zagreb
- 1995-1996  Union Olimpija
- 1996-1998 Cibona Zagreb
- 1998 Antalyaspor
- 1998-1999 Maccabi Tel Aviv
- 1999-2001 Czarni Słupsk
- 2001-2002 Arkadia Traiskirchen Lions